# Lill-Kvarntjärnen, Lappland
Lill-Kvarntjärnen är en sjö i Lycksele kommun i Lappland och ingår i Umeälvens huvudavrinningsområde.